# جوزيف دبليو. هويت
جوزيف دبليو. هويت هو شخصية أعمال وسياسي أمريكي، ولد في 18 مايو 1840، وتوفي في 8 يوليو 1902. نشط حزبياً في الحزب الجمهوري. وقد انتخب عضو جمعية ولاية ويسكونسن ‏.